# David Wilson Page
David Wilson es un actor estadounidense conocido por su papel en la película Resident Advisor como Chip.

## Filmografía y Créditos Televisivos
| Año  | Título                             | Papel        | Medio       | Notas                     |
| ---- | ---------------------------------- | ------------ | ----------- | ------------------------- |
| 2011 | Norman Rockwell, Wholesome America | Montgomery   | Video Corto | Papel Principal           |
| 2011 | Tranny Trainer                     | Sport        | Corto       | Papel Secundario          |
| 2011 | Glee                               | Josh Coleman | Serie TV    | episodio: I Kissed a Girl |
| 2012 | Love or Whatever                   | Jon          | Película    | Papel Principal           |
| 2013 | Resident Advisor                   | Chip         | Película    | Papel Principal           |
| 2014 | U.Z.L.A.                           | Chad         | Película    | Papel Principal           |